# Epicratinus amazonicus
Epicratinus amazonicus är en spindelart som beskrevs av Rudy Jocqué och Léon Baert 2005. Epicratinus amazonicus ingår i släktet Epicratinus och familjen Zodariidae. Inga underarter finns listade i Catalogue of Life.